# Forheim
Forheim (szwab. Fora) – miejscowość i gmina w Niemczech, w kraju związkowym Bawaria, w rejencji Szwabia, w regionie Augsburg, w powiecie Donau-Ries, wchodzi w skład wspólnoty administracyjnej Ries. Leży około 25 km na północny zachód od Donauwörth.

## Dzielnice
W skład gminy wchodzą następujące dzielnice:
- Forheim
- Aufhausen

## Demografia
| Rok  | Liczba mieszk. |
| ---- | -------------- |
| 1970 | 624            |
| 1987 | 588            |
| 2000 | 607            |

## Polityka
Wójtem gminy jest Werner Thum, rada gminy składa się z 8 osób.
|      | WG I Forheim | WG II Aufhausen | Razem |
| 2008 | 5            | 3               | 8     |
| 2002 | 5            | 3               | 8     |

## Oświata
W gminie znajduje się przedszkole.